# 真諦
真諦（真谛，音譯波羅末陀，親依，音譯拘羅那他；499年—569年）是佛教一名重要的譯師。

## 生平
西天竺優禪尼國人，出身婆羅門種姓。少時博訪眾師，學通內外，尤精於大乘之說。為印度大乘佛教瑜伽行派傳人，主宗無相（nirākāra）唯識學。
由於博覽群書，精通佛理，立志周遊諸國，弘闡佛法，不畏艱險，先至扶南（今柬埔寨），後由梁武帝禮請來到中國，大同十二年達于南海（廣州）。武帝太清二年（548年）抵達建業（南京），因遇侯景之亂，被迫逃難於蘇杭，後開始從事佛經翻譯事業，一生共翻譯64部278卷，其中以《攝大乘論》、《俱舍論》、《金七十論》等最為著名。晚年（562年）因感慨「弘法非時，有阻來意」，於是坐船欲西返印度，但卻被風浪所阻，又漂回廣州。
受刺史歐陽頠竭誠供養，智愷等人亦來皈依，由此繼續其翻譯、弘法事業。
真諦翻譯經典的特色，是一邊講學、一邊翻譯，譯述並進，並時常從事“義疏注記”。史載他“循環辯釋，反復鄭重，乃得相應。一章一句，備盡研覈，釋義若竟，方乃著文。”在他的影響下，成立了攝論宗、俱舍宗一派。真諦之著作皆已佚失，其學說只能在吉藏、圓測、窺基、法藏等人的引述及其譯作中得見。
唐道宣《續高僧傳》卷一說他“景行澄明，器宇清肅，風神爽拔，悠然自遠。群藏廣部，罔不厝懷。藝術異能，偏素諳練。雖遵融佛理，而以通道知名。……歷遊諸國，隨機利見。”

## 作品
真諦譯作現存者如下（主要依照法經的《眾經目錄》列舉，並以彥琮錄和開元錄補充）：
〔經藏〕
- 《金光明經》（譯出四品，見《合部金光明經》）[4]
- 《無上依經》（部分內容編入勝天王般若經；未曾有經、甚希有經是第一品異譯）
- 《廣義法門經》（出阿含經）
- 《解節經》（解深密經初兩品）

（以下出彥琮錄、開元錄）
- 《金剛經》

〔律藏〕
- 《律二十二明了論》（正量部律論，弗陀多羅多造）
- 《佛阿毘曇論》（題作：佛阿毘曇經出家相品）

〔論藏〕
- 《大般涅槃經論》，世親造
- 《佛性論》，世親造
- 《大乘起信論》，馬鳴造（人云真諦譯，法經等勘真諦錄未見）
- 《寶行王正論（日语：宝行王正論）》，藏譯本題龍樹造
- 《中邊分別論》，彌勒造頌，世親造釋（與玄奘譯之《辯中邊論》為同本異譯）
- 《三無性論》（《顯揚聖教論》成無性品之異譯，從《無相論》出）
- 《攝大乘論》，無著造
- 《攝大乘論釋》，世親造釋
- 《大乘唯識論》，世親造（世親《唯識二十論》三漢譯之一）
- 《如實論》，世親造（題作：如實論反質難品）
- 《立世阿毘曇論》 （正量部的世間施設）
- 《俱舍論》，世親造
- 《隨相論》，德慧Guṇamati造（解釋俱舍論之慧品，或譯智品）
- 《四諦論》，婆藪跋摩造
- 《佛遺教經論》，世親造或說馬鳴造（人云真諦譯，法經等勘真諦錄未見）

（以下出彥琮錄、開元錄）
- 《涅槃經本有今無偈論》，世親造
- 《十八空論》（釋《中邊分別論》相品及真實品部分，推測是真諦疏的片斷）
- 《無相思塵論》，陳那造（《觀所緣緣論》同本異譯）
- 《解捲論》又作解拳論，陳那造（《掌中論》同本異譯）
- 《部執異論》，世友造

（以下出開元錄）
- 《顯識論》（從《無相論》出）
- 《轉識論》（從《無相論》出，釋《唯識三十論》）
- 《決定藏論》（《瑜伽師地論》〈五識身相應地意地品〉之異譯）

〔傳紀〕
- 《婆藪槃豆傳》

〔數論〕
（以下出彥琮錄、開元錄）
- 《金七十論》